# Лукашевич Георгій Георгійович
Георгій Георгійович Лукашевич (нар. 24 червня 1919 в селищі Чистенький Аркадацького району Саратовської області — пом. 1996) — радянський військовик, генерал-лейтенант артилерії. Нагороджений орденом Богдана Хмельницького II ступеня.
Похований в Києві на Лук'янівському військовому кладовищі.